# Vicente Camacho
Vicente T. Camacho (5 de abril de 1929 – 2 de janeiro de 2016) foi um político, funcionário público e executivo das Ilhas Marianas do Norte. Camacho foi um membro da Comissão do Estado Político das Marianas de 1972 a 1976. A comissão negociou a 1975 Commonwealth Aliança, que estabeleceu a união política entre as Ilhas Marianas do Norte e os Estados Unidos. Camacho, que foi um signatário do Pacto, tem sido chamado um dos "pais fundadores" da Comunidade Aliança e do presente governo das Ilhas Marianas do Norte.